# Zhang Jiewen
Zhang Jiewen (Guangzhou, 13 de janeiro de 1979) é uma jogadora de badminton chinesa. campeã olímpica, especialista em duplas.

## Carreira
Zhang Jiewen representou seu país nos Jogos Olímpicos de Verão de 2004 e 2008, conquistando a medalha de ouro, nas duplas femininas em 2004 com Yang Wei.